# L'amour dure trois ans (film)
L'amour dure trois ans is een Franse komische film uit 2011, geregisseerd door Frédéric Beigbeder. De film is gebaseerd op het gelijknamige boek van de regisseur. 

## Verhaal
Na zijn scheiding is boekenrecensent Marc (Gaspard Proust) er vast van overtuigd dat elke liefde maximum drie jaar duurt. Het is een mening die hij te pas en te onpas met iedereen deelt, maar die hij zelf in vraag begint stellen nadat hij Alice (Louise Bourgoin) (de vrouw van zijn neef Antoine) ontmoet. De twee beginnen een romance. Na een tijdje verlaat Alice haar man.